# Esta es mi vida
Esta es mi vida è l'album di debutto del duo messicano Jesse & Joy: è stato pubblicato il 22 agosto 2006 e contiene 12 tracce.

## Descrizione
L'album ha debuttato alla ventiduesima posizione della classifica messicana, arrivando poi fino al settimo posto: nel febbraio 2007, AMPROFON ha dichiarato che il lavoro discografico ha venduto oltre 60 000 copie in patria, diventando quindi disco d'oro, ed a seguito di questo evento è stato promosso in America centrale e negli Stati Uniti d'America. Oltre alla versione originale, esiste una versione contenente alcuni brani live ed altri riarrangiati.
Dall'album sono stati estratti quattro singoli: Espacio sideral, Ya no quiero, Volveré e Llegaste tú; il primo singolo è diventato molto popolare, arrivando alla numero uno tra i brani più trasmessi nelle radio messicane.
Il 29 agosto 2007 Esta Es Mi Vida riceve la nomination ai Latin Grammy Awards come miglior album pop di un gruppo.

## Tracce
1. Dulce melodía - 3:46
2. Nadie podrá - 3:46
3. Espacio sideral - 3:42
4. Llegaste tú - 4:05
5. Cielo azul - 2:58
6. Ya no quiero - 3:28
7. Mi sol - 3:31
8. Quiero conocerte - 3:47
9. Volveré - 3:50
10. Esta es mi vida - 3:18
11. Somos lo que fue - 4:11 con Noel Schajris dei Sin Bandera (Jesse & Joy/Sin Bandera)
12. Ser o estar (Si tú no estás) - 3:22 con Leonel Garcia dei Sin Bandera (Jesse & Joy/Sin Bandera)

## Classifiche
| Classifica   | Posizione |
| ------------ | --------- |
| Messico      | 17        |
| US Latin Pop | 17        |